# Flanders Ladies Trophy Koksijde 2012
Il Flanders Ladies Trophy Koksijde 2012 è stato un torneo di tennis facente parte della categoria ITF Women's Circuit nell'ambito dell'ITF Women's Circuit 2012. Il torneo si è giocato a Koksijde in Belgio dal 6 al 12 agosto 2012 su campi in terra rossa e aveva un montepremi di $25,000.

## Vincitori

### Singolare
Annika Beck ha battuto in finale  Bibiane Schoofs con il punteggio di 6–1, 6–1

### Doppio
Diana Buzean /  Daniëlle Harmsen hanno battuto in finale  Myrtille Georges /  Céline Ghesquière con il punteggio di 3–6, 6–3, [10–5]